# 徐孔奇
徐孔奇（14世紀—1433年3月7日），江西南昌府豐城縣人，明朝政治人物。

## 生平
徐孔奇是永樂十二年（1414年）舉人，次年（1415年）聯捷進士，獲授刑部主事，改任北京行部主事，又調行在刑部主事，有清慎名聲。宣德五年（1430年）他外任嚴州知府，飲食清淡、愛民如子，部下不能親身教導、不善者勸諭改善，有君子長者風範，人民很是愛戴他，宣德八年（1433年）入覲，在北京因寒疾去世，人們為他哭喪罷市。

## 引用
1. ↑  《明宣宗章皇帝實錄·卷九十九》：（宣德八年二月庚子）嚴州府知府徐孔奇卒……
2. 1 2  同治《豐城縣志·卷十二·人物》：徐孔奇，永樂進士，授刑部主事，改行在刑部，陞嚴州知府，蔬食布衣無異寒素，惟以興除為急，屬官中有不能者教之，不善者諭之使改，未嘗輒加以罪，吏民傾戴若赤。
3. ↑  同治《豐城縣志·卷八·選舉》：永樂十二年甲午鄉試 解元陳循 ……徐孔奇 詳進士……永樂十三年乙未陳循榜 徐孔奇 嚴州知府，有傳
4. ↑  《明宣宗章皇帝實錄·卷七十二》：（宣德五年十一月己未）陞給事中、御史等官薛廣等二十五人為知府……刑部主事徐孔奇浙江嚴州府……
5. ↑  《古今圖書集成·明倫彙編·官常典·卷六百十六·郡守部名臣列傳六》：徐孔奇 按《明外史孫亶傳》：孔奇，豐城人。永樂十二年進士。授刑部主事，調北京行部，又改行在刑部，以清慎著聲。出為嚴州知府，布衣蔬食，下無所擾。其視民若子弟，惟恐傷之。待僚屬若朋友，不能者數之，未嘗輒加之罪。興除利弊，夙夜惟勤，列城莫不愛戴。宣德八年入覲，卒於京師，民為巷哭罷市。
6. ↑  《國朝獻徵錄·卷之八十五》：嚴州府知府徐孔奇，江西豐城人，由進士擢刑部主事，未幾改北京行部，又調行在刑部，以清慎公平著稱；陞嚴州府知府，布衣疏食如未第時，而愛民如子惟恐傷之，建利去弊夙夜惟勤，屬官之不能者教之，不善者諭之速改，未嘗輒加之罪，有君子長者之風焉，吏民戴之殆若慈母，宣德八年春來朝，以寒疾卒於京師。